# Bridge Protocol Data Units
Las tramas BPDU (siglas en inglés de Bridge Protocol Data Unit) son unidades de datos empleadas por el Spanning Tree Protocol (STP) y sus variantes (como RSTP y MSTP) para intercambiar información entre switches y así mantener una topología lógica libre de bucles en redes de área local (LAN).
Las BPDUs son tramas especiales transmitidas a nivel de la capa de enlace de datos del modelo OSI. Su función principal es permitir a los switches detectar la topología de la red y tomar decisiones sobre qué enlaces deben permanecer activos y cuáles deben bloquearse para evitar bucles de capa 2.

## Tipos de BPDU
- Existen principalmente dos tipos de tramas BPDU definidas en el estándar IEEE 802.1D:
- Configuration BPDU: Utilizadas para construir y mantener el árbol de expansión. Contienen información como la ID del puente raíz, el coste del camino, el identificador del remitente y el ID del puerto.
- Topology Change Notification (TCN) BPDU: Utilizadas para notificar cambios en la topología de la red. Por ejemplo, cuando un switch se conecta o desconecta, o cuando un puerto cambia de estado.

En versiones más modernas del protocolo, como RSTP (802.1w), todas las notificaciones y configuraciones se realizan mediante un único tipo de BPDU que reemplaza tanto a las Configuration BPDU como a las TCN BPDU.

## Estructura de una BPDU
Una BPDU típica de configuración contiene los siguientes campos:
| Campo          | Longitud (bytes) | Descripción                                                      |
| -------------- | ---------------- | ---------------------------------------------------------------- |
| Protocol ID    | 2                | Identificador del protocolo (siempre 0x0000 en STP/RSTP)         |
| Version        | 1                | Versión del protocolo: • 0 = STP • 2 = RSTP • 3 = MSTP           |
| BPDU Type      | 1                | • 0x00 = Configuration BPDU • 0x80 = TCN BPDU                    |
| Flags          | 1                | Bits que indican: • Topology Change • Proposal • Port Role, etc. |
| Root Bridge ID | 8                | Prioridad (2 bytes) + Dirección MAC (6 bytes) del puente raíz    |
| Path Cost      | 4                | Costo acumulado hacia el puente raíz                             |
| Bridge ID      | 8                | Prioridad + MAC del puente actual                                |
| Port ID        | 2                | Identificador del puerto de origen                               |
| Message Age    | 2                | Tiempo en segundos desde que se generó en el raíz                |
| Max Age        | 2                | Tiempo máximo de vida (default: 20 segundos)                     |
| Hello Time     | 2                | Intervalo entre BPDUs (default: 2 segundos)                      |
| Forward Delay  | 2                | Tiempo en estados transitorios (default: 15 segundos)            |

## Funcionamiento
- Los switches con STP habilitado envían periódicamente BPDUs por todos sus puertos. Estas tramas permiten:
- Determinar qué switch será el puente raíz (root bridge).
- Calcular el camino de menor coste hacia el puente raíz.
- Identificar y bloquear puertos que podrían provocar bucles.
- Detectar y reaccionar a cambios en la topología, como la caída de un enlace.

Cuando un switch recibe una BPDU con mejor información que la que actualmente posee, actualiza su propia información y reenvía una nueva BPDU basada en esta. El intercambio continuo de estas tramas mantiene la consistencia del árbol de expansión.

## Importancia en la red
Las tramas BPDU son fundamentales para el correcto funcionamiento de STP y sus variantes, ya que permiten una topología de red estable y libre de bucles. También son esenciales para detectar eventos de cambio y garantizar una rápida convergencia.
En redes modernas, protocolos como Rapid Spanning Tree Protocol mejoran el comportamiento ante cambios, permitiendo una convergencia casi inmediata, siempre utilizando tramas BPDU como medio de comunicación entre dispositivos.

## Seguridad
Las BPDUs pueden ser utilizadas maliciosamente para lanzar ataques de red, como el BPDU spoofing, donde un atacante envía tramas falsificadas para suplantar al puente raíz y redirigir tráfico. Para mitigar estos riesgos, se pueden usar mecanismos como BPDU Guard y Root Guard, que protegen los puertos frente a tramas BPDU inesperadas.